# Barry Hoban
Peter Barry Hoban (Wakefield, 5 februari 1940 – 19 april 2025) was een Brits wielrenner. Hij was beroepswielrenner tussen 1964 en 1980 en won acht ritten in de Ronde van Frankrijk. Tevens wist hij in elf van zijn twaalf deelnames aan de Tour de eindstreep te halen.
Hoban werd geboren in Wakefield. Geïnspireerd door zijn streekgenoot Brian Robinson en Tom Simpson vertrok Hoban in 1962 naar Frankrijk, waar hij in 1964 prof werd. In zijn debuutjaar won hij twee etappes in de Ronde van Spanje en een in de Midi Libre. In 1966 won Hoban Rund um den Henninger-Turm en in 1974 Gent-Wevelgem. 
Twee jaar na de dood van zijn vriend Tom Simpson trouwde hij met diens weduwe, Helen.
Hoban overleed op 85-jarige leeftijd.

## Palmares

### Overwinningen
1960
 Brits kampioen achtervolging, Amateurs
1961
 Brits kampioen achtervolging, Amateurs
1963
Solesmes
1964
12e en 13e etappe  Ronde van Spanje
3e etappe Midi Libre
1966
2e etappe Ronde van Picardië
Rund um den Henninger-Turm
Oostkamp
1967
14e etappe Ronde van Frankrijk
Callac
Château-Chinon
1968
19e etappe Ronde van Frankrijk
1969
18e en 19e etappe Ronde van Frankrijk
1e etappe Vierdaagse van Duinkerke
Cleethorpes
1970
Manx Premier Trophy
3e etappe Vierdaagse van Duinkerke
Vaux
Woodstock
1971
GP Fourmies
5e etappe deel B Vierdaagse van Duinkerke
1973
11e en 19e etappe Ronde van Frankrijk
1974
Gent-Wevelgem
Parijs-Bourges
2e etappe deel A Ronde van Indre en Loire
13e etappe Ronde van Frankrijk
Tussensprintklassement Ronde van Frankrijk
1e etappe deel B en 3e etappe Midi Libre
3e etappe Ronde van de Aude
Meaux
1975
8e etappe Ronde van Frankrijk
1978
5e etappe deel B Vierdaagse van Duinkerke
1979
Londen-Bradford
1980
Grote Prijs van Manchester

### Resultaten in voornaamste wedstrijden
| Jaar | Ronde van Italië | Ronde van Frankrijk | Ronde van Spanje |
| ---- | ---------------- | ------------------- | ---------------- |
| 1964 |                  | 65e                 | 29e (2)          |
| 1965 |                  |                     | 47e              |
| 1966 |                  |                     |                  |
| 1967 |                  | 63e (1)             | opgave           |
| 1968 |                  | 33e (1)             |                  |
| 1969 |                  | 67e (2)             |                  |
| 1970 |                  | opgave              |                  |
| 1971 |                  | 41e                 |                  |
| 1972 |                  | 70e                 |                  |
| 1973 |                  | 43e (2)             |                  |
| 1974 |                  | 37e (1)             |                  |
| 1975 |                  | 68e (1)             |                  |
| 1976 |                  |                     |                  |
| 1977 |                  | 41e                 |                  |
| 1978 |                  | 65e                 |                  |

| Jaar | Milaan-San Remo | Gent-Wevelgem | Ronde van Vlaanderen | Parijs-Roubaix | Amstel Gold Race | Luik-Bast.‑Luik | Eschborn-Frankfurt | Parijs-Tours | E3 Harelbeke |  | WK op de weg |  | Wereldranglijsten |
| ---- | --------------- | ------------- | -------------------- | -------------- | ---------------- | --------------- | ------------------ | ------------ | ------------ |  | ------------ |  | ----------------- |
| 1964 | 42e             |               |                      | 44e            |                  |                 |                    | 37e          |              |  |              |  |                   |
| 1965 | 74e             |               |                      | 46e            |                  |                 |                    | 72e          |              |  | 19e          |  |                   |
| 1966 |                 | 34e           | 59e                  |                |                  |                 | Goud               | 11e          |              |  |              |  |                   |
| 1967 |                 | 21e           | 5e                   | 45e            |                  |                 |                    | Zilver       |              |  |              |  | 14e (SPP)         |
| 1968 |                 |               | 12e                  | 16e            |                  | 10e             |                    | 14e          |              |  |              |  |                   |
| 1969 | 13e             | 16e           | 7e                   | 10e            |                  | ↑               |                    |              | 9e           |  |              |  |                   |
| 1970 |                 | 23e           |                      | 35e            |                  |                 | 18e                |              |              |  |              |  |                   |
| 1971 |                 |               |                      | 16e            | 15e              | 24e             |                    | 33e          |              |  |              |  |                   |
| 1972 |                 | 22e           | 53e                  | ↑              |                  | 12e             |                    | 9e           |              |  | 18e          |  | 23e (SPP)         |
| 1973 |                 | 17e           |                      |                |                  | 43e             |                    |              |              |  |              |  |                   |
| 1974 |                 | Goud          |                      | 33e            |                  |                 |                    | 22e          |              |  |              |  |                   |
| 1975 |                 |               |                      |                |                  | 29e             |                    | 20e          |              |  |              |  |                   |
| 1976 |                 |               |                      |                |                  |                 |                    | 36e          |              |  |              |  |                   |
| 1977 |                 |               |                      |                |                  |                 |                    | 19e          |              |  |              |  |                   |
| 1978 | 82e             |               |                      |                |                  |                 |                    |              |              |  |              |  |                   |

## Ploegen
- 1964 –  Mercier-BP-Hutchinson
- 1965 –  Mercier-BP-Hutchinson
- 1966 –  Mercier-BP-Hutchinson
- 1967 –  Mercier-BP-Hutchinson
- 1968 –  Mercier-BP-Hutchinson
- 1969 –  Mercier-BP-Hutchinson
- 1970 –  Sonolor-Lejeune
- 1971 –  Sonolor-Lejeune
- 1972 –  Gan-Mercier-Hutchinson
- 1973 –  Gan-Mercier-Hutchinson
- 1974 –  Gan-Mercier-Hutchinson
- 1975 –  Gan-Mercier-Hutchinson
- 1976 –  Gan-Mercier-Hutchinson
- 1977 –  Miko-Mercier-Hutchinson
- 1978 –  Miko-Mercier-Hutchinson
- 1979 –  Miko-Mercier
- 1980 –  Elswick-Falcon
- 1981 –  Coventry Eagle-Campagnolo (tot eind februari)

Wielerploegen van Barry Hoban
Aerenhouts ·
Anastasi ·
Annaert ·
Bernet ·
Beuffeuil ·
Brux ·
Cazala ·
Chappe ·
Dalis ·
De Middeleir ·
Doom ·
Drissi Ben Brahimi ·
Fontagneres ·
Fraisseix ·
Gainche ·
Genet ·
Hellemans ·
Hoban ·
Le Bihan ·
Leborgne ·
Lebuhotel ·
Le Dissez ·
Leduc ·
Lemeteyer ·
Magnien ·
Manzano ·
Marcarini ·
Melckenbeeck ·
Meriaux ·
Poulidor ·
Poulot ·
Quéméré ·
Ricou ·
Rosnarbo ·
Sabbadini ·
Serre ·
Van Driessche ·
Van Schil ·
Verhaegen ·
Vermeulen ·
Wasko
Aerenhouts ·
Annaert ·
Bernet ·
Bodin ·
Boudringhin ·
Brux ·
Cazala ·
Chappe ·
Cousseau ·
Dalis ·
De Middeleir ·
Gainche ·
Genet ·
Goeury ·
Hoban ·
Le Bihan ·
Le Dissez ·
Leduc ·
Marcarini ·
Melckenbeeck ·
Meriaux ·
Poulidor ·
Quéméré ·
Réaux ·
Ricou ·
Rosnarbo ·
Simon ·
Spruyt ·
Swerts · 
Van de Voorde ·
Van Schil ·
Vermeulen ·
Vignolles ·
Wasko ·
Wolfshohl
Aerenhouts ·
Bachelot ·
Bellone · 
Bodin ·
Boudringhin ·
Bourgois ·
Bouton ·
Cazala ·
Chappe ·
Cools ·
Delort ·
Elliott ·
Genet ·
Guimbard ·
Hiddinga ·
Hoban ·
Ignolin ·
Jourden ·
Laforest ·
Leduc ·
Manzano ·
Melckenbeeck ·
Poulidor ·
Poulot ·
Spruyt ·
Swerts · 
Van Schil ·
Wolfshohl
Anglade ·
Bellone · 
Beugels ·
Biville ·
Bodin ·
Bourgois ·
Campaner ·
Cazala ·
Chappe ·
Cools ·
Elliott ·
Ferrer ·
Foucher ·
Genet ·
Griese ·
Hiddinga ·
Hiltenbrandt ·
Hoban ·
Lancien ·
Marcarini ·
Poulidor ·
Roelandts ·
Spruyt ·
Swerts · 

Van Loo ·
Van Mechelen ·
Wuytack
Bellone · 
Beugels ·
Campaner ·
Cazala ·
Chappe ·
Cools ·
Ducreux ·
Genet ·
Griese ·
Guimard ·
Hiddinga ·
Hoban ·
Kloosterman ·
Labourdette ·
Lancien ·
Lievens ·
Lisarelli ·
Peelman ·
Perin · 
Poulidor ·
Ricci ·
Riotte ·
Robini ·
Seurin ·
Stablinski ·
Stevens ·
Volkaert ·
Webb ·
Wuytack
Beugels ·
Campaner ·
Chappe ·
Charbonneau ·
Cools ·
D. Ducreux ·
F. Ducreux ·
Genet ·
Guimard ·
Guimbard ·
Hiddinga ·
Hoban ·
Janssens ·
Labourdette ·
Lemeteyer ·
Omloop ·
Peelman ·
Perin · 
Poulidor ·
Ricci ·
Riotte ·
Robini ·
Seurin ·
Sohier ·
Van Lancker ·
Van Roosbroeck ·
Vidament ·
Volkaert ·
Yppersiel
Abrahamian ·
Aimar ·
Bellone · 
Billard ·
Brouwer (tot 15/04) ·
Catieau · 
Dewaele ·
Jensen (tot 31/03) ·
Graczyk ·
B. Guyot · 
C. Guyot ·
Heintz ·
Hendrickx ·
Hoban ·
Jansen ·
Lapébie ·
Mintkiewicz · 
Ravaleu ·
Rébillard ·
Ricci ·

Riotte ·
Teirlinck ·
Theillière ·
Van de Gehuchte ·
Van Impe ·
Wilhelm
Aimar ·
Bellone · 
Bernard ·
Catieau · 
Demeyer ·
Guyot · 
Hézard ·
Hoban ·
Jansen ·
Lapébie ·
Mintkiewicz · 
Molineris ·
Rébillard ·
Ricci ·
Riotte ·
Sanquer ·
Teirlinck ·
Van de Gehuchte ·
Van Impe ·
Van Ryckeghem
Bal ·
Bernard · 
Cadiou ·
Coquery ·
Croyet ·
Delépine ·
Genet ·
Grelin ·
Guimard ·
Hoban ·
Martínez ·
Moneyron ·
Mourioux ·
Peelman ·
Perin · 
Poulidor ·
Ravaleu ·
Van Lancker
Bal ·
Cadiou ·
Croyet ·
Delépine ·
Genet ·
Grelin ·
Grosskost ·
Guimard ·
Hoban ·
Lapébie ·
Mariano Martínez ·
Martin Martínez ·
Moneyron ·
Mourioux ·
Perin · 
Poulidor ·
Richard ·
Talbourdet
Bal ·
Genet ·
Grelin ·
Hézard ·
Hoban ·
Knetemann ·
Mourioux ·
Perin · 
Poulidor ·
Raymond ·
Richard ·
Roques ·
Santy ·
Talbourdet ·
Vianen ·
Zoetemelk
Alban ·
Aling ·
Aubey ·
Bal ·
Bertin ·
Genet ·
Hézard ·
Hoban ·
van Katwijk (tot 30/03) ·
Knetemann ·
Misac ·
Mourioux ·
Perin · 
Poulidor ·
Raymond ·
Richard ·
Roques ·
Seznec ·
Talbourdet ·
Vallet ·
Vianen ·
Vrancken ·
Zoetemelk
Alban ·
Aubey ·
Bertin ·
Cluzaud ·
Delépine ·
Genet ·
Hézard ·
Hoban ·
Le Guilloux ·
Moneyron ·
Mourioux ·
Perin · 
Poulidor ·
Seznec ·
Talbourdet ·
Vallet ·
Vianen ·
Zoetemelk
Alban ·
Aubey ·
Bertin ·
Busolini ·
Corbeau ·
Delisle ·
Hoban ·
Le Guilloux ·
Martin ·
Mathis ·
Mauvilly · 
Nilsson ·
Perret ·
Poulidor ·
Rouxel ·
Seznec ·
Vallet ·
Zoetemelk
Alban ·
Busolini ·
Hoban ·
Le Guilloux ·
Levavasseur ·
Martin ·
Mathis ·
Mauvilly · 
Meslet ·
Mollet ·
Nilsson ·
Périn ·
Perret ·
Pirard ·
Rouxel ·
Seznec ·
Vallet ·
van Vliet ·
Zoetemelk
Blaser ·
Delolme ·
Friou ·
Gallopin ·
Gauthier ·
Gisiger ·
Hoban ·
Lebaud ·
Levavasseur ·
Martin ·
Mathis ·
Mollet ·
Nilsson ·
Périn ·
Pirard ·
Seznec ·
Zeimes · 
Zoetemelk